# Musik in Litauen

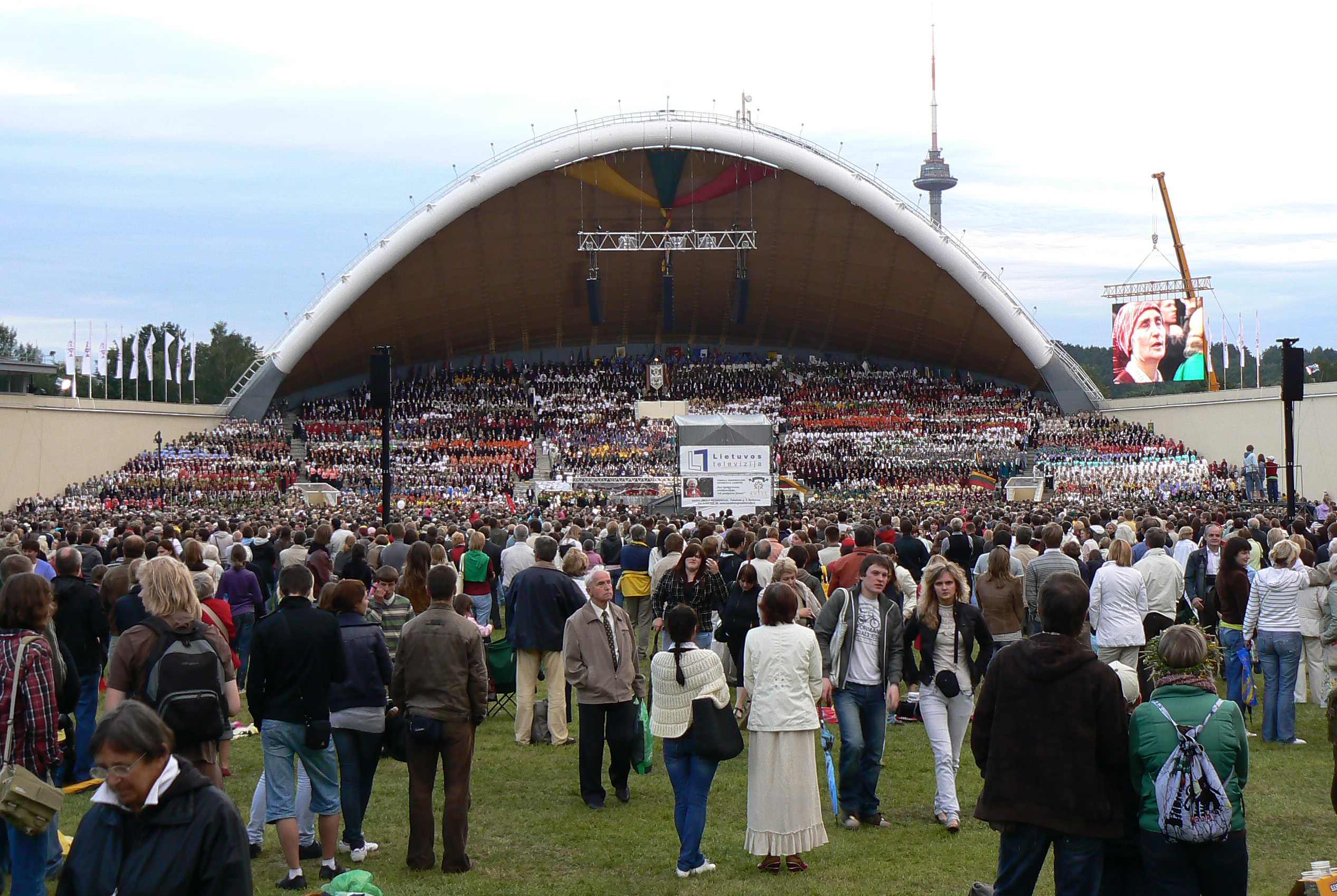
Nationales Liederfest 2009 im Vingio-Park

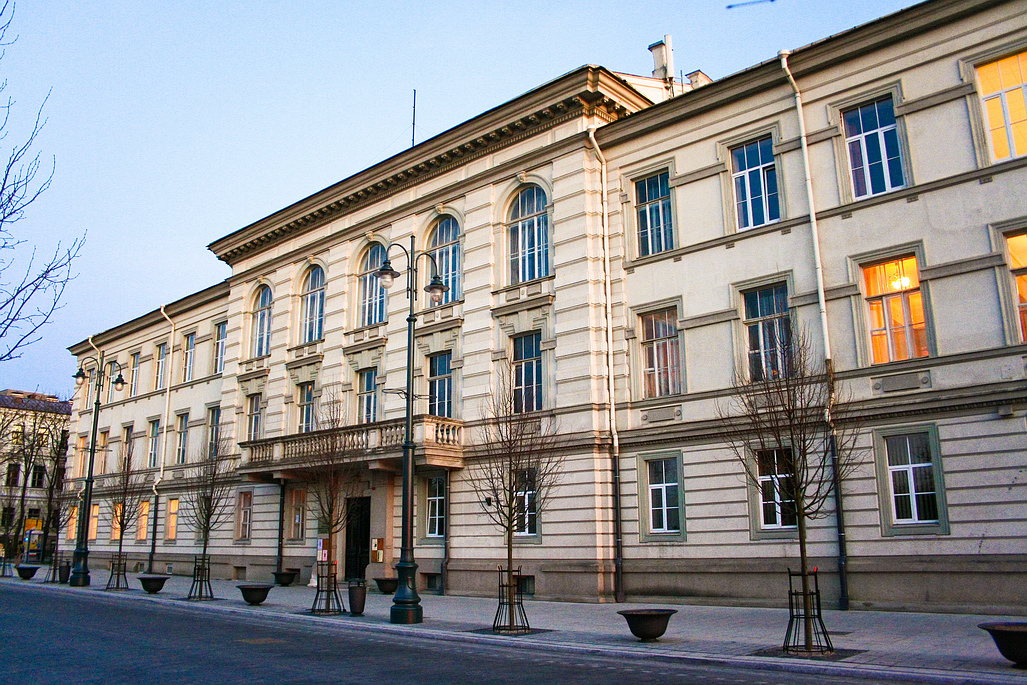
Litauische Musikakademie in der Hauptstadt Vilnius

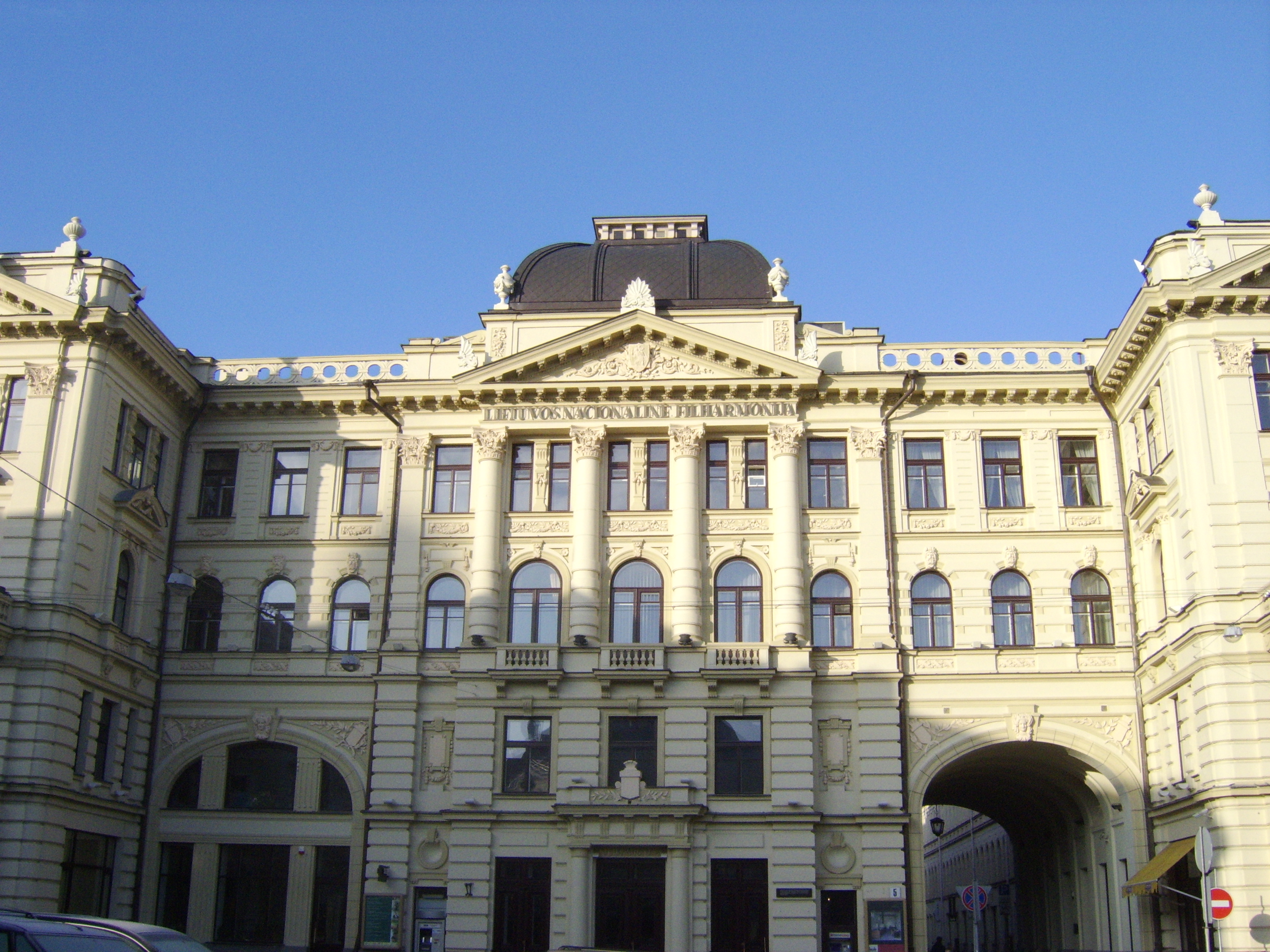
Litauische Nationalphilharmonie (Konzertsaal wurde im Russischen Kaiserreich eingerichtet)

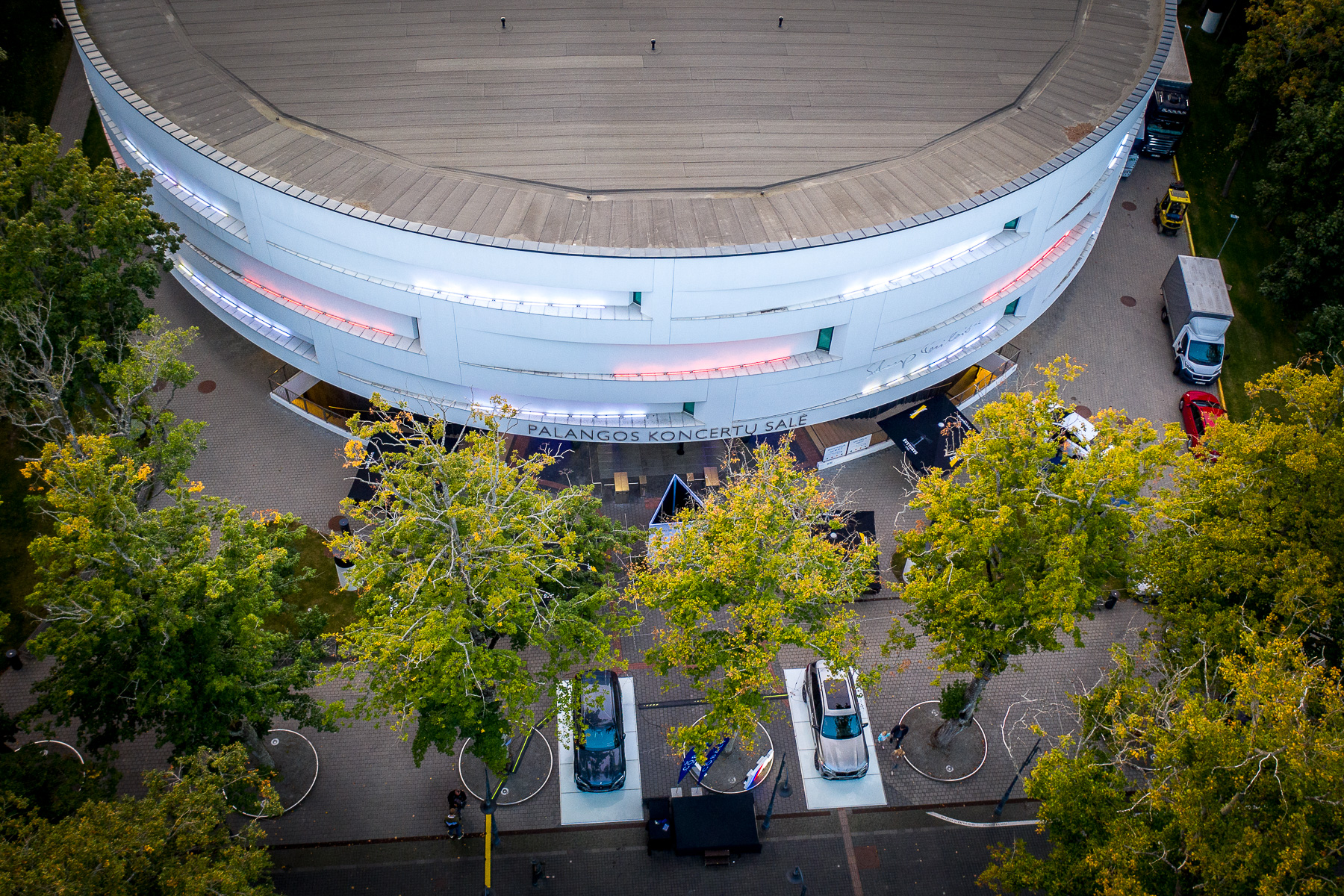
Konzertsaal Palanga, modernstes litauisches Konzerthaus in der Kurortstadt Palanga an der litauischen Ostseeküste

Musik in Litauen ist ein Teil der Kunst und Kultur Litauens. Die alte Musik ist mit dem Heidentum verbunden. Die Volksmusik ist bis heute in Litauen sehr populär. Sie wird in den meisten Kulturzentren aller Gemeinden erhalten und entwickelt. Die alten litauischen Instrumente sind Kanklės und Birbynė. Das mehrstimmige einzigartige Volkslied in Litauen ist Sutartinė. 
Die baltischen Lieder- und Tanzfeste (gemeinsam mit Estland und Lettland) sind Teil der Repräsentative Liste des immateriellen Kulturerbes der Menschheit.
Die Geschichte der Orgellandschaft Litauen begann etwa im 15. Jahrhundert. In Sowjetlitauen wurden einige Konservatorien eingerichtet. Viele kommunale Musikschulen sind in mehreren Gemeinden vorhanden und werden aus öffentlichen Mitteln finanziert.

## Musiker
Der bekannteste litauische Komponist ist Mikalojus Konstantinas Čiurlionis. Die bekannteste litauische Dirigentin ist Mirga Gražinytė.

## Ausbildung
Siehe Liste der Musikschulen in Litauen
- LMTA, universitäre Musikakademie in Vilnius (mit den Fakultäten/Abteilungen in Kaunas und Klaipėda)
- Stasys-Šimkus-Konservatorium Klaipėda
- Juozas-Gruodis-Konservatorium Kaunas
- Juozas-Tallat-Kelpša-Konservatorium Vilnius
- Musik-Abteilung  von Čiurlionis-Kunstgymnasium

## Konzerthäuser
- Litauische Nationalphilharmonie
- Litauisches Nationaltheater für Oper und Ballett
- Philharmonie Kaunas
- Konzertsaal Palanga

## Orchester
- Litauisches Nationales Symphonieorchester
- Litauisches Staatliches Symphonieorchester
- Sinfonieorchester Kaunas
- Symphonieorchester Alytus

Kammerorchester
- Christophorus-Kammerorchester
- Litauisches Kammerorchester
- Kammerorchester Klaipėda
- Kammerorchester Panevėžys
- Kammerorchester Šiauliai
- Camerata Klaipėda
- New Ideas Chamber Orchestra